# Myrmecophila
Myrmecophila  (лат.) — род многолетних травянистых растений подтрибы Laeliinae трибы Epidendreae, подсемейства Эпидендровые, семейства Орхидные. Эпифиты или литофиты.
Аббревиатура родового названия — Mcp.
Название рода Myrmecophila является производным от слова myrmecophile и дано в связи с наличием у представителей этого рода симбиотических отношений с муравьями, колонии которых обычно находятся в больших пустотелых бананоподобных псевдобульбах этих орхидей. 

## Распространение
Южная Мексика, Центральная Америка, Вест-Индия и Венесуэла.

## Виды
Список видов по данным The Plant List:
- Myrmecophila albopurpurea (H.Strachan ex Fawc.) Nir
- Myrmecophila brysiana (Lem.) G.C.Kenn.
- Myrmecophila christinae Carnevali & Gómez-Juárez
- Myrmecophila exaltata (Kraenzl.) G.C.Kenn.
- Myrmecophila galeottiana (A.Rich.) Rolfe
- Myrmecophila grandiflora (Lindl.) Carnevali & J.L.Tapia & I.Ramírez
- Myrmecophila humboldtii (Rchb.f.) Rolfe
- Myrmecophila ×laguna-guerrerae Carnevali, L.Ibarra & J.L.Tapia
- Myrmecophila thomsoniana (Rchb.f.) Rolfe
- Myrmecophila tibicinis (Bateman ex Lindl.) Rolfe
- Myrmecophila wendlandii (Rchb.f.) G.C.Kenn.